# مبادرة التمويل الخاص
مبادرة التمويل الخاص هي طريقة لتأسيس شراكات بين القطاعين العام والخاص حيث يجري التعاقد مع الشركات الخاصة لإكمال وإدارة المشاريع العامة. طُورت المبادرة في البداية من قبل حكومتي أستراليا والمملكة المتحدة، واستخدمت على نطاق واسع في البلدين وفي إسبانيا، اعتمدت مبادرة التمويل الخاص ومتغيراتها الآن في العديد من البلدان كجزء من البرنامج الواسع للخصخصة والتمويل، وقدمت كوسيلة لزيادة المساءلة والكفاءة للإنفاق العام. استخدمت مبادرة التمويل الخاص وفقًا للنقاد لوضع مبلغ كبير من الديون خارج الميزانية.
أثارت مبادرة التمويل الخاص جدلًا واسعًا في المملكة المتحدة. شعر مكتب التدقيق الوطني في عام 2003 أن المبادرة توفر قيمة عمل عالية مقابل المال بشكل عام. ومع ذلك وجدت لجنة الخزانة البرلمانية في عام 2011 أنه «يجب إدراج مبادرة التمويل الخاص في الميزانية العامة. ويجب على الخزانة إزالة أي عوائق ضارة لا علاقة لها بالقيمة مقابل المال من خلال ضمان عدم استخدام مبادرة التمويل الخاص للتحايل على حدود ميزانية الإدارة. كما يجب أن تطلب من المكتب المسؤول عن الميزانية إدراج التزامات مبادرة التمويل الخاص في التقييمات المستقبلية للقوانين المالية.

## نظرة عامة
تعتبر مبادرة التمويل الخاص طريقة شراء تستخدم استثمارات القطاع الخاص من أجل توفير البنية التحتية والخدمات للقطاع العام وفقًا لمواصفات يحددها القطاع العام. وهي مجموعة فرعية من نهج مشتريات أوسع يسمى الشراكة بين القطاعين العام والخاص، تتمثل السمة المميزة الرئيسية لها في استخدام تمويل المشروع من أجل تقديم الخدمات العامة. تشغل شركات القطاع الخاص المرافق العامة بالإضافة إلى تطوير البنية التحتية وتوفير التمويل، تجري العملية أحيانًا باستخدام موظفي القطاع العام السابقين الذين نقلت عقود عملهم إلى القطاع الخاص.

## آلية العمل

### العقود
يوقع القطاع العام عقدًا مع ائتلاف القطاع الخاص، والمعروف تقنيًا باسم الكيان ذو الأهداف الخاصة. ينشأ هذا الائتلاف عادة لغرض محدد هو توفير مبادرة التمويل الخاص. ويكون مملوكًا لعدد من المستثمرين من القطاع الخاص ويضم عادة شركة بناء ومقدم خدمة، وغالبًا ما يكون أحد البنوك. سيستخدم الائتلاف التمويل لبناء المنشأة والقيام بالصيانة واستبدال رأس المال خلال فترة صلاحية العقد.
عادة ما تكون عقود مبادرة التمويل الخاص لمدة 25 -30 عامًا (اعتمادًا على نوع المشروع)، وعلى الرغم من وجود عقود أقل من 20 عامًا أو أكثر من 40 عامًا إلا أنها غير منتشرة. يقدم ائتلاف القطاع الخاص خلال فترة العقد بعض الخدمات التي سبق أن قدمها القطاع العام. ويتلقى الائتلاف مالًا لقاء العمل على مدار العقد على أساس مبدأ (لا خدمة لا رسوم).
تصمم السلطة العامة المواصفات النهائية وهي وثيقة تحدد ما يتوقع أن يحققه الائتلاف الخاص. إذا فشل الائتلاف الخاص في تلبية أي من المعايير المتفق عليها يجب أن يفقد جزءًا من مدفوعاته حتى تتحسن المعايير. إذا لم تتحسن المعايير بعد فترة متفق عليها يحق لسلطة القطاع العام عادة إنهاء العقد وتعويض الائتلاف الخاص عند الاقتضاء والحصول على حق ملكية المشروع.
إنَّ إجراءات إنهاء العقد معقدة للغاية، إذ أنَّ معظم المشاريع غير قادرة على تأمين التمويل الخاص دون ضمانات بأن تمويل دين المشروع سيسدد عند الإنهاء. في معظم حالات إنهاء العقود يطلب من القطاع العام سداد الديون وتملك المشروع. من الناحية العملية يعتبر إنهاء العقد هو الخيار الأخير فقط.

### هيكلية مقدمي الخدمات
يُنظم موفر خدمة التمويل الخاص النموذجي في ثلاثة أجزاء أو كيانات قانونية: شركة قابضة (تسمى توبكو)، شركة معدات رأس مال أو شركة توفير البنية التحتية (تسمى كابكو)، وشركة تشغيل الخدمات (تسمى أوبكو). يبرم العقد الرئيسي بين سلطة القطاع العام والشركة القابضة توبكو. ثم ترسل المتطلبات من توبكو إلى كابكو وأوبكو عبر العقود الفرعية. ثم ترسل المزيد من المتطلبات إلى المقاولين من الباطن مع عقود. غالبًا ما يكون المقاولون من الباطن الرئيسيون هم شركات لها نفس المساهمين مثل توبكو.

### طريقة التمويل
مُولت مشاريع مبادرة التمويل الخاص قبل الأزمة المالية في 2007 -2010 من خلال بيع السندات أو الديون الكبيرة. أصبح التمويل من الديون الكبيرة بعد الأزمة أكثر شيوعًا. عادةً ما تمول مشاريع التمويل الخاص الأصغر من البنوك بشكل مباشر على شكل دين كبير. وعادةً ما يكون الدين الكبير أغلى قليلًا من السندات، وذلك بسبب فهم البنوك الدقيق للجدارة الائتمانية لصفقات مبادرة التمويل الخاص، فقد يعتبرون أنَّ مقدمي السندات يقللون من المخاطر خاصة خلال مرحلة البناء، وبالتالي يمكنهم تقديم سعر أفضل مما تقدمه البنوك.
من الشائع إعادة تمويل صفقات مبادرة التمويل الخاص. ويمكن أن تكون المخاطر أقل بمجرد اكتمال البناء، ويمكن عندها الحصول على دين أرخص. قد تجري إعادة التمويل عن طريق السندات، تُمول مرحلة البناء باستخدام الديون المصرفية، ثم باستخدام السندات لفترة أطول من العمل.
يسدد ائتلاف الشركات الخاصة البنوك التي تمول مشاريع التمويل الخاص من الأموال التي تلقتها من الحكومة خلال فترة العقد. من وجهة نظر القطاع الخاص: يعتبر اقتراض مبادرة التمويل الخاص منخفض المخاطر لأنه من غير المحتمل أن تتعثر سلطات القطاع العام. في الواقع وبموجب قواعد صندوق النقد الدولي لا يُسمح للحكومات الوطنية بالإفلاس (على الرغم من تجاهل ذلك أحيانًا، كما هو الحال عندما قامت الأرجنتين بإعادة هيكلة ديونها الخارجية). يعتمد السداد بالكامل على قدرة ائتلاف الشركات الخاصة على تقديم الخدمات وفقًا للشروط المحددة في العقد.

## المملكة المتحدة
التطور
نفذت مبادرة التمويل الخاص في عام 1992 لأول مرة في المملكة المتحدة من قبل حكومة المحافظين بقيادة جون ميجور. وقد ثبت أنها مثير للجدل، وهاجمها منتقدو حزب العمال مثل السكرتير الرئيسي للخزانة هاريت هارمان، والذي قال إنَّ مبادرة التمويل الخاص كانت وجهًا آخرًا للخصخصة (مجلس العموم في 7 ديسمبر عام 1993).
أعلن وزير الصحة آلان ملبورن بعد شهرين من تولي حزب العمال الجديد المنصب أنه «عندما يوجد كمّ محدود من رأس مال القطاع العام المتاح، فإن الخيار يقع بين مبادرة التمويل الخاص أو الإفلاس». توسعت مبادرة التمويل الخاص بشكل كبير في عام 1996 ثم توسعت أكثر بموجب قانون العمل الجديد مع قانون التمويل الخاص لعام 1997، أدى ذلك إلى إثارة انتقادات من العديد من النقابات وحزب العمل الجديد والحزب القومي الإسكتلندي وحزب الخضر وبعض النقاد مثل جورج منبيوت. أيد مبادرة التمويل الخاص البنك الدولي وصندوق النقد الدولي.
سعت كل من حكومة المحافظين وحكومة العمال إلى تبرير مبادرة التمويل الخاص على أساس عملي بحقيقة أنَّ القطاع الخاص أفضل في تقديم الخدمات من القطاع العام. وقد دُعم هذا الموقف من قبل مكتب التدقيق الوطني في المملكة المتحدة فيما يتعلق ببعض المشاريع. ومع ذلك زعم النقاد أنَّ العديد من استخدامات مبادرة التمويل الخاص هي استخدامات فكرية وليست عملية. تحدث بولوك عن اجتماع مع مستشار الخزانة آنذاك جوردون براون الذي لم يتمكن من تقديم مبرر لمبادرة التمويل الخاص سوى «التصريح مرارًا وتكرارًا بأنَّ القطاع العام سيئ في الإدارة، وأنَّ القطاع الخاص هو الوحيد الذي يتمتع بالكفاءة ويمكنه إدارة الخدمات بشكل جيد».